# Blektjärnen (Revsunds socken, Jämtland)
Blektjärnen är en sjö i Bräcke kommun i Jämtland som ingår i Ljungans huvudavrinningsområde. Blektjärnen ligger i Blektjärn Natura 2000-område.